# 夢想起跑～鈴～鈴
《夢想起跑～鈴～鈴》（日语：ゆめのはじまりんりん）是Kyary Pamyu Pamyu的第8張單曲。2014年2月26日由日本華納音樂發售。

## 概要
與前作《浪費NIGHT樂園》相隔約3個月。單曲分為初回限定盤和通常盤2種形態發售，歌曲同樣由中田康貴擔任製作人。

## 收錄曲

### CD
全作詞、作曲、編曲：中田康貴
1. 夢想起跑～鈴～鈴（ゆめのはじまりんりん） 
  - CHINTAI（日语：CHINTAI） CM歌曲
2. Slow Motion（スローモ） 
  - ALOOK（日语：メガネトップ） CM歌曲
3. 浪費NIGHT樂園 -加長混音版-（もったいないとらんど -extended mix-）
4. 夢想起跑～鈴～鈴–演奏版-（ゆめのはじまりんりん -instrumental-）
5. Slow Motion–演奏版-（スローモ-instrumental-）

### 初回限定盤DVD
1. 《夢想起跑～鈴～鈴》舞蹈教學影片by 卡莉舞群（ゆめのはじまりんりん ふりつけビデオ by きゃりーダンサー）

## 外部連結
- YouTube上的《夢想起跑～鈴～鈴》音樂影片
- 臺灣華納音樂單曲頁面